# 마음이 2
"마음이 2"는 대한민국의 영화이다. 2006년의 영화 "마음이..."의 후속작이며 2010년 7월 21일에 동시 개봉했다.

## 캐스팅

### 주요 인물
- 달이 - 마음이 역 (래브라도 리트리버)
- 성동일 - 혁필 역
- 김정태 - 두필 역
- 송중기 - 동욱 역
- 장한 - 짜오밍 역

### 조연
- 박순천 - 엄마 역
- 권해효 - 봉구 역
- 유진아 - 서경 역
- 민춘샤오 - 메이 역

#### 단역
- 정주연 - 해변가 여학생 역
- 금동현 - 털보 역
- 신창주 - SUV 운전자 역
- 박상진 - 조련사 역
- 최희선 - 수의사 1 역
- 이창훈 - 수의사 2 역

### 특별출연
- 왕석현 - 비디오 반납 소년 역
- 상근이 - 비디오 반납 소년의 애견 역